# Soledad (California)
Soledad (in spagnolo "solitudine") è una città statunitense situata in California, nella contea di Monterey. Nel 2006 contava 28.075 abitanti.

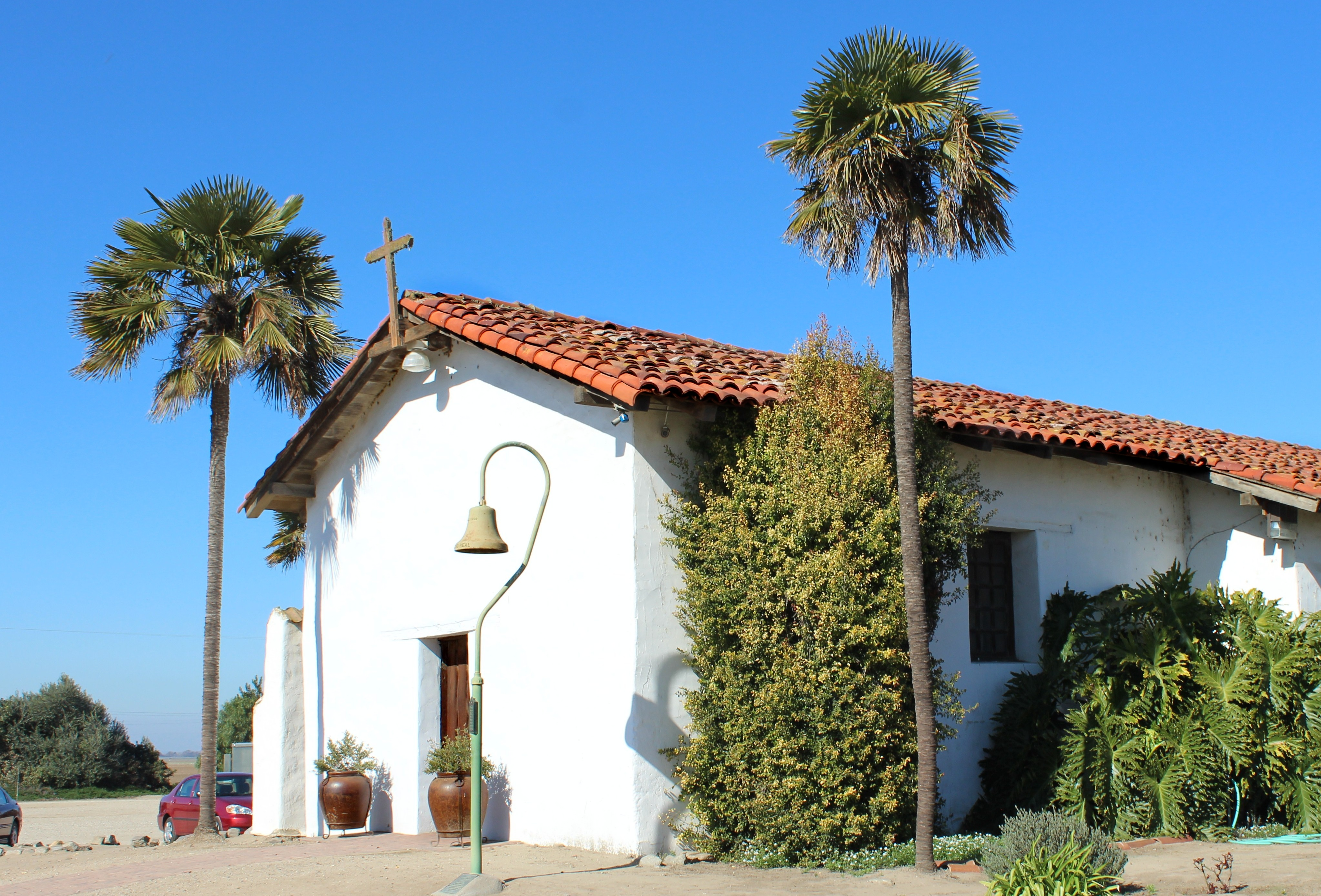
La missione Nuestra Señora de la Soledad oggi

La città prende il nome dall'antica Missione di Nuestra Señora de la Soledad, fondata dal francescano Fermín Lasuén il 9 ottobre 1791, attorno alla quale sorse poi la città.

## Soledad nei mezzi di comunicazione
Il romanzo breve Uomini e topi di John Steinbeck è ambientato nei pressi di Soledad.
La Soledad State Prison è stata teatro di una famosa rivolta delle Pantere Nere.
Una delle romanze più famose dell'opera lirica La Fanciulla del West, di Giacomo Puccini, s'intitola Laggiù nel Soledad ed è cantata dalla protagonista Minnie, che racconta la sua infanzia povera ma felice nel Soledad.